# Job Gosschalk
Job Gosschalk (Bergum, 7 september 1967) is een Nederlands regisseur, schrijver en film- en televisieproducent.

## Carrière
Samen met zijn neef Janusz Gosschalk was hij eigenaar van Kemna Casting waarvoor hij tot 2008 als castingdirecteur werkzaam was. Daarna heeft hij zich gericht op het produceren van films en televisieseries bij Kemna & Zonen. Gosschalk is verder mede-eigenaar van Kemna Theater, KemnaSenf (theaterproducties), Kemna Training (workshops voor acteurs) en Stemna (casting van stemacteurs). Daarnaast is Gosschalk mede-eigenaar van de Amsterdamse sportschool De Gymzaal, die besloten trainingen organiseert voor mensen gelieerd aan Kemna. Hij werd lange tijd gezien als een van de meest invloedrijke personen in de Nederlandse filmindustrie. Vanaf de oprichting in 2006 tot 2018 was hij lid van de Dutch Academy for Film.

### Beschuldigingen van seksuele intimidatie
In 2017 kwamen, naar aanleiding van de metoo-beweging, onder anderen Yorick van Wageningen, Winston Post en Bart Spring in 't Veld met ervaringen naar buiten van onzedelijke verzoeken tijdens audities. Op 7 november 2017 gaf Gosschalk toe dat hij grenzen heeft overschreden en maakte bekend te stoppen als producent en regisseur. Gosschalk betwist een strafbaar feit te hebben gepleegd, zo liet zijn advocaat Gerard Spong in oktober 2018 weten.
Vanwege zijn verklaring werd hij op 16 april 2018 geschorst als lid van de Dutch Academy for Film. Kemna Casting stelde niet van de seksuele intimidatie te hebben geweten en liet in april 2018 weten dat Gosschalk zijn aandelen in dit bedrijf met terugwerkende kracht vanaf 1 januari dat jaar had overgedragen. In november 2019 werd de zaak middels mediation beslecht. Gosschalk werd hierin bijgestaan door advocaat Gerard Spong. Over de zaak verscheen in 2018 het boek Seks, Macht & Misbruik van Frank Waals.

## Regie

### Film
- Alle tijd – 2011
- De Zevende Hemel – 2016
- Moos – 2016

### Televisie
- S1ngle – 2008, 2009, 2010
- Gangmakers – 2009
- Walhalla – 2011
- Alle tijd – 2011
- De Hollandse School – 2015
- Jeuk – 2014, 2015, 2016

### Theater
Naast televisie- en filmproducties regisseerde Gosschalk verschillende theaterproducties:
- Verre Vrienden bij het Nationale Toneel – 2010
- Eten met Vrienden bij Rick Engelkes Theaterproducties – 2012
- The Normal Heart bij OpusOne i.s.m DeLaMar – 2013, 2014
- Liefde Half om Half bij Rick Engelkes Theaterproducties – 2014
- De Therapiegeneratie – 2015
- Moeders en Zonen bij KemnaSenf – 2015, 2016, 2017
- De Marathon – 2017

## Productie

### Film
- Alles is Liefde – 2007
- Alle tijd – 2011
- Broeders – 2011
- Moos – 2016

### Televisie
- 't Schaep met de 5 pooten – 2006
- 't Vrije Schaep – 2009
- Bloedverwanten – 2010, 2012, 2014
- 't Spaanse Schaep – 2010
- Walhalla – 2011
- Mixed Up – 2011
- Moeder, ik wil bij de Revue – 2012
- 't Schaep in Mokum – 2013
- Charlie – 2013
- Jeuk – 2014, 2015, 2016
- 't Schaep Ahoy – 2015
- De Hollandse School – 2015
- Goedenavond dames en heren – 2015
- Rundfunk – 2015, 2016
- Bureau Raampoort – 2015
- Petticoat – 2016

## Prijzen en nominaties
- Nominatie Prime Time Emmy Outstanding Casting for a Miniseries, Movie or a Special voor Anne Frank: the whole story – 2001
- Winnaar Gouden Kalf Beste lange speelfilm voor Alles is Liefde – 2008
- Winnaar Rembrandt Award Beste speelfilm voor Alles is Liefde – 2008
- Winnaar Beeld en Geluid Award Categorie Fictie voor ’t Schaep met de 5 pooten – 2008
- Winnaar Beeld en Geluid Award Categorie Fictie voor ’t Vrije Schaep – 2009
- Winnaar Nipkowschijf Beste tv-programma voor ’t Vrije Schaep – 2009
- Nominatie Rembrandt Award Beste Nederlandse Speelfilm voor Alle tijd – 2011
- Winnaar Rehoboth Beach Independent Film Festival (VS) Publieksprijs voor Alle tijd – 2011
- Winnaar Hamburg International Queer Film Festival Publieksprijs voor Alle tijd – 2011